# Allodiopsis composita
Allodiopsis composita är en tvåvingeart som beskrevs av Ostroverkhova 1979. Allodiopsis composita ingår i släktet Allodiopsis och familjen svampmyggor. Inga underarter finns listade i Catalogue of Life.